# Station Bonn-Beuel
Station Bonn-Beuel is een spoorwegstation in de Duitse plaats Bonn.   